# 바이트초이카의 제품 정보 목록
애니메이션 《바이트초이카》의 제품 정보 목록이다.

## 제품 정보

### SPC 제품
- SPC-001 스톰본 → 제트 스톰본 → 썬더 스톰본 → 하이퍼 스톰본
- SPC-002 블랙하울링 → 블랙하울링 비스트
- SPC-003 골디온 → 골디온 크라운
- SPC-004 제피로스 → 제피로스 호크 → 제피로스 리베로
- SPC-005 아그니온 → 아그니온 임펄스
- SPC-006 레니어스 → 울트라 레니어스 → 얼티밋 레니어스
- SPC-007 컬버린 → 바이퍼 컬버린 → 컬버린 리벤지
- SPC-008 쉐도우 베히모스 → 리빌 베히모스 → 베히모스 레거시
- SPC-009 디스페이터 → 디스페이터 이모탈
- SPC-010 스카이번
- SPC-011 윙코베트
- SPC-012 그리피낙스
- SPC-013 레드 템페스트 → 레드 템페스트 듀얼
- SPC-014 알젠테 레오
- SPC-015 드래곤즈 아이
- SPC-016 크로우 나이트
- SPC-017 헤르메스 플래시
- SPC-018 팬텀 스콜피온
- SPC-019 크라켄 카이저

### SPC-AC 제품
- SPC-AC-001 크래싱 트랙
- SPC-AC-002 라인 트랙
- SPC-AC-003 스피드 측정기
- SPC-AC-004 파츠 케이스
- SPC-AC-005 트랙 캐리어
- SPC-AC-006 라인 트랙 10 (화이트)
- SPC-AC-007 릴레이 트랙
- SPC-AC-008 랩 타이머
- SPC-AC-009 크래싱 트랙 더블스매쉬 플러스
- SPC-AC-010 크래싱 트랙 하이브릿지 플러스

### SPC-LK 제품
- SPC-LK-001 비스프레임 럭키 튠업[1]
- SPC-LK-002 비스프레임 럭키 튠업 플러스[2]
- SPC-LK-003 팔콘프레임 럭키 튠업[3]
- SPC-LK-004 팔콘에어로 럭키 튠업[4]
- SPC-LK-005 팔콘밸런스 럭키 튠업[5]
- SPC-LK-006 팔콘매그넘 럭키 튠업[6]

### SPC-RD 제품
- SPC-RD-001 랜덤 퍼포먼스 Vol.01[7]
- SPC-RD-002 랜덤 퍼포먼스 Vol.02[8]
- SPC-RD-003 랜덤 퍼포먼스 Vol.03[9]
- SPC-RD-004 랜덤 퍼포먼스 Vol.04[10]
- SPC-RD-005 랜덤 퍼포먼스 Vol.05[11]
- SPC-RD-006 랜덤 퍼포먼스 Vol.06[12]

### SPC-STU 제품
- SPC-STU-001 드래곤즈 아이 파워 플러스[13]
- SPC-STU-002 리빌 베히모스 파워 플러스[14]
- SPC-STU-003 썬더 스톰본 스피드 플러스[15]
- SPC-STU-004 제피로스 리베로 밸런스 플러스[16]
- SPC-STU-005 얼티밋 레니어스 밸런스 플러스[17]
- SPC-STU-006 레드 템페스트 듀얼 파워 플러스[18]
- SPC-STU-007 하이퍼 스톰본 스피드 플러스[19]

### SPC-TU 제품
- SPC-TU-001 콰트프레임 스피드 튠업[20]
- SPC-TU-002 콰트프레임 밸런스 튠업[21]
- SPC-TU-003 콰트프레임 파워 튠업[22]
- SPC-TU-004 포텐프레임 스피드 튠업[23]
- SPC-TU-005 포텐프레임 파워 튠업[24]